# Marie-Anne de Bavière (1551-1608)
Pour les articles homonymes, voir Marie-Anne de Bavière.
Marie-Anne de Bavière (née à Munich le 21 mars 1551 et morte à Graz le 29 avril 1608) est la fille d'Albert V, duc de Bavière et d'Anne d'Autriche. Elle est l'épouse de son propre oncle Charles II d'Autriche, archiduc d'Autriche Intérieure.

## Biographie
Marie-Anne de Bavière est la quatrième des sept enfants d'Albert V et d'Anne d'Autriche. Cinq d'entre eux seulement survivent jusqu'à leur majorité : Marie-Anne, Guillaume V de Bavière, Ernest de Bavière, Ferdinand de Bavière et Maximilienne-Marie de Bavière, non mariée.
Le 26 août 1571 à Vienne, Marie-Anne épouse Charles II d'Autriche-Styrie, son oncle maternel. Celui-ci est d'abord fiancé à Élisabeth Ire d’Angleterre, mais celle-ci refuse de l'épouser.
Lors du mariage de sa fille avec le roi de Pologne, elle envoie auprès du couple Urszula Mayerin qui leur sert de chambellan.

## Famille et descendance
En dix-neuf ans de mariage avec Charles II, ils ont quinze enfants :
- Ferdinand (1572-1572),
- Anne d'Autriche (1573-1598) qui épouse, en 1592, le roi de Pologne Sigismond III Vasa (1566-1632),
- Marie-Christine d'Autriche (1574-1621) qui épouse, en 1595, Sigismond Ier Bàthory, prince de Transylvanie (1572-1613) et divorça en 1599,
- Catherine-Renée d'Autriche (1576-1599),
- Élisabeth d'Autriche (1577-1586),
- Ferdinand II du Saint-Empire (1578-1637) qui devient empereur germanique,
- Charles (1579-1580),
- Gregoria-Maximilienne d'Autriche (1581-1597),
- Éléonore d'Autriche (1582-1620), religieuse,
- Maximilien-Ernest d'Autriche (1583-1616),
- Marguerite d'Autriche-Styrie (1584-1611) qui épouse, en 1599, le roi d'Espagne Philippe III (1578-1621). Ils sont les parents d'Anne d'Autriche, épouse du roi de France Louis XIII,
- Léopold V d'Autriche-Tyrol (1586-1632), duc de Tyrol, évêque laïc de Strasbourg et Passau qui épouse, en 1626, Claude de Médicis (1604-1648),
- Constance d'Autriche (1588-1631) qui épouse, en 1605, le roi de Pologne Sigismond III Vasa (1566-1632) veuf de sa sœur Anne,
- Marie-Madeleine d'Autriche (1589-1631) qui épouse, en 1608, le grand-duc de Toscane Cosme II de Médicis (1590-1621),
- Charles d'Autriche-Styrie (1590-1624) évêque de Breslau et Brixen, grand maître de l'ordre Teutonique.

## Galerie de famille

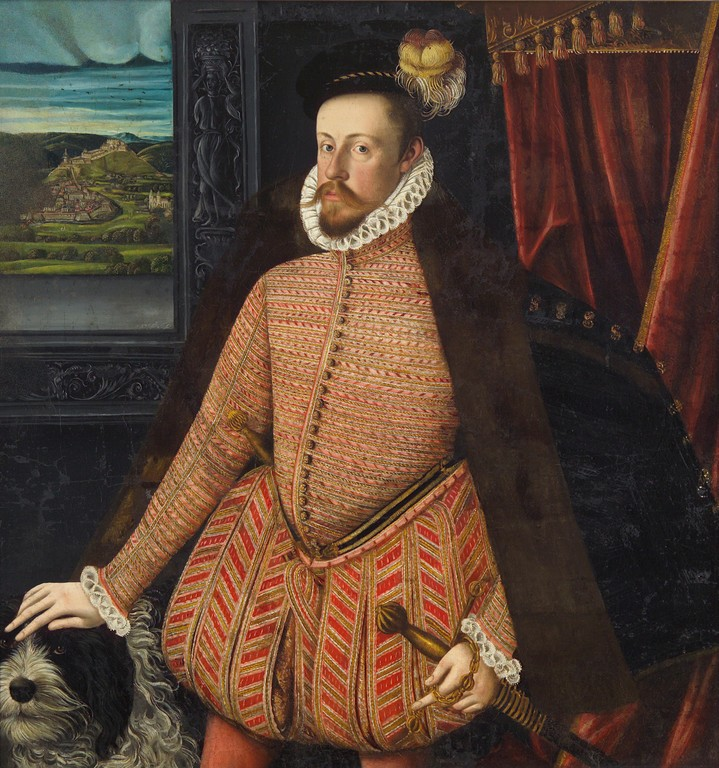
Charles II, son époux
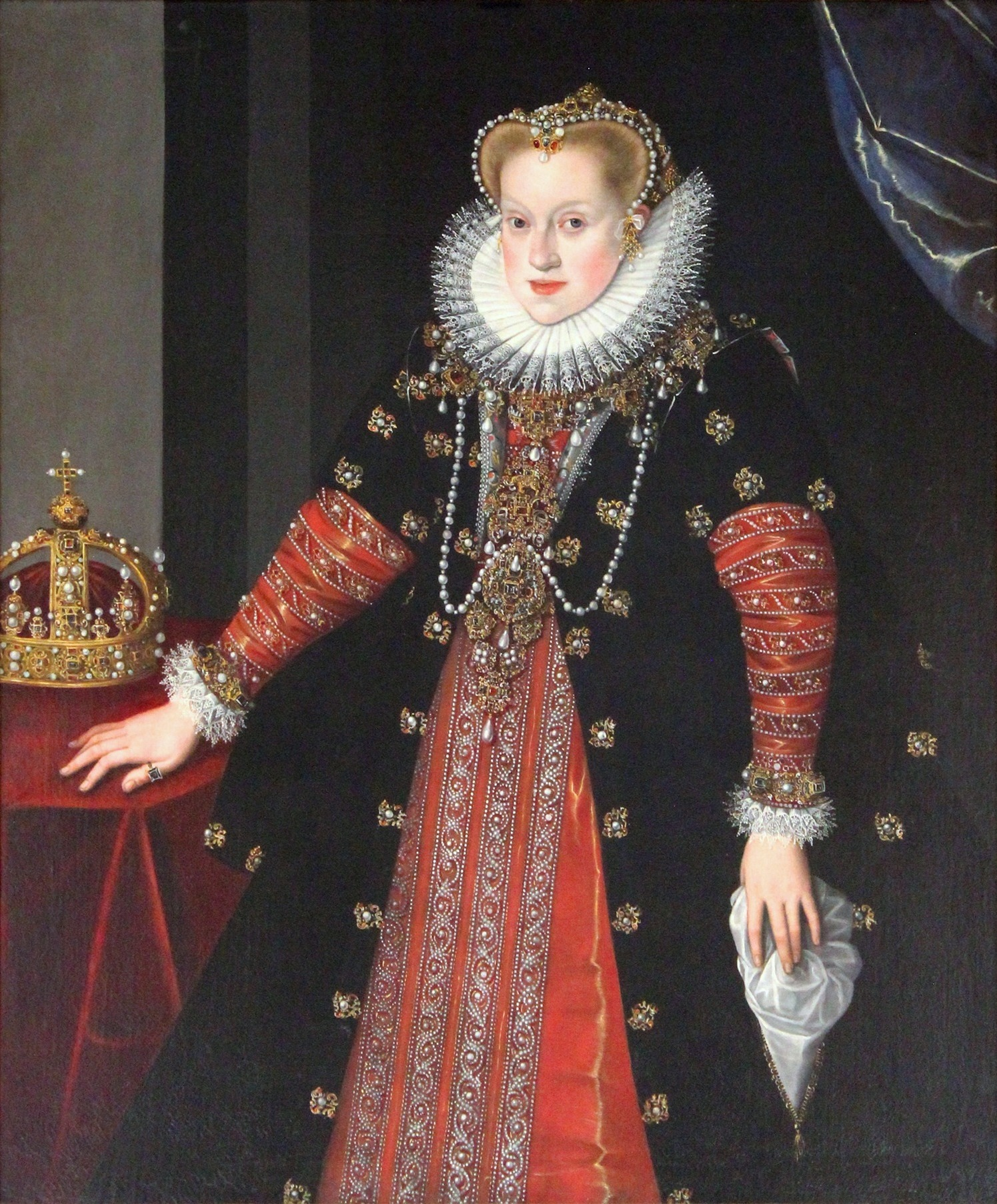
Anne d'Autriche, reine de Pologne
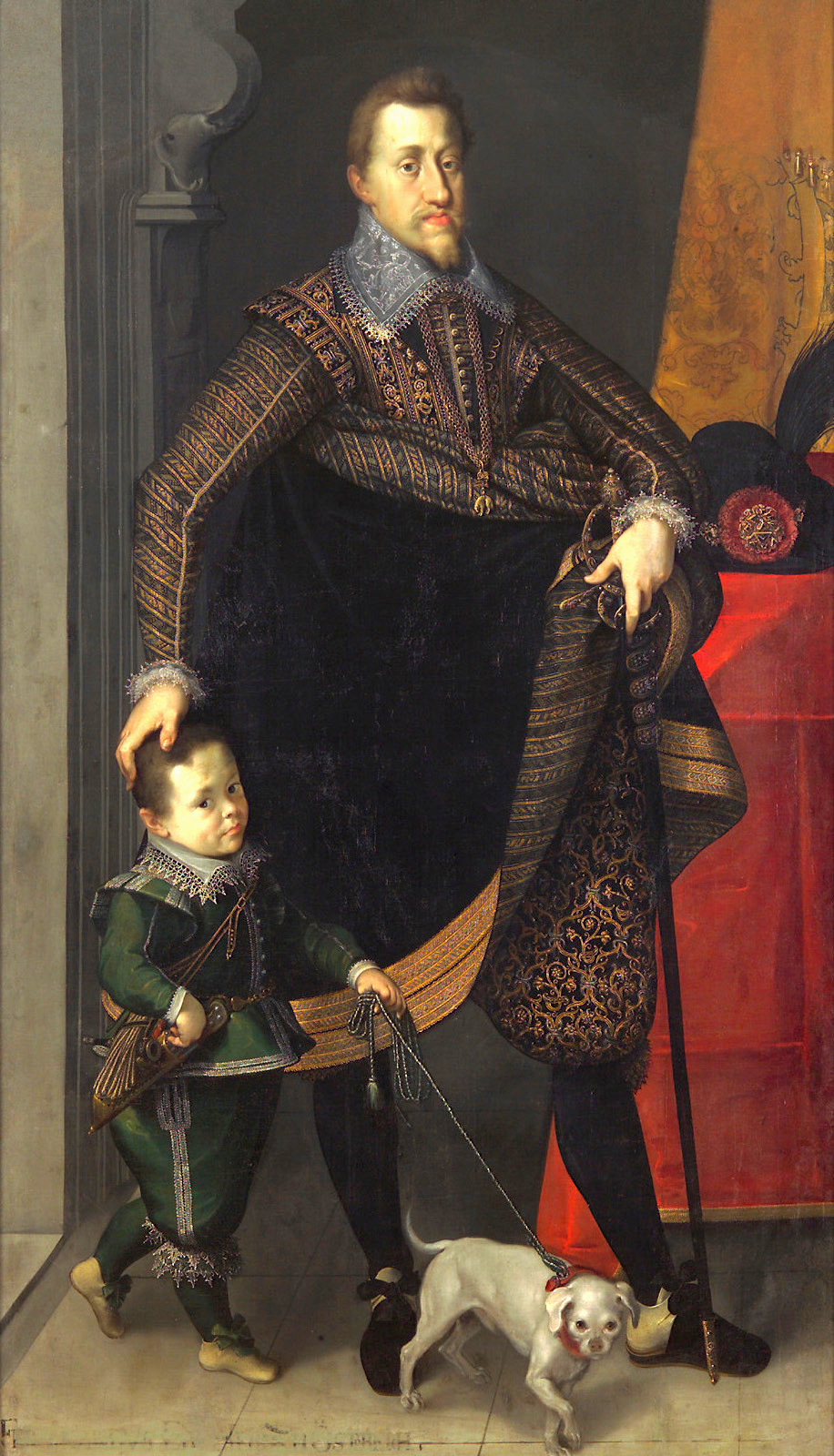
Empereur Ferdinand II
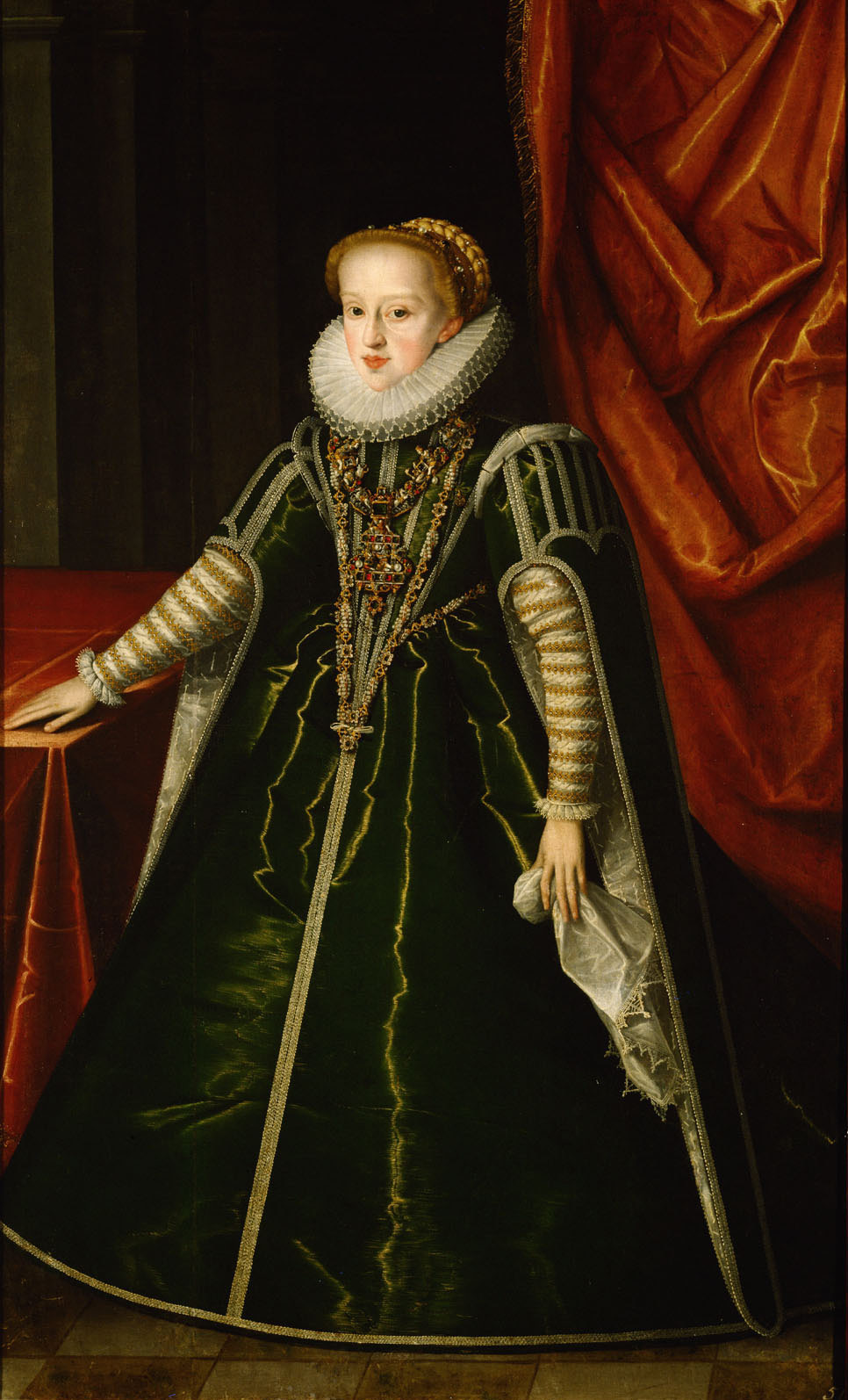
Gregoria-Maximilienne
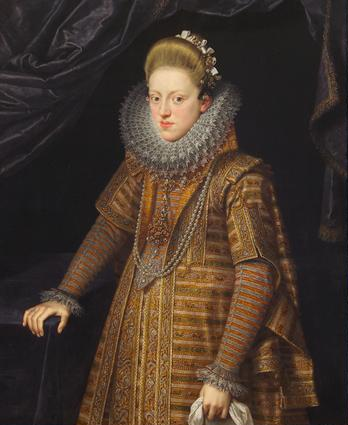
Éléonore
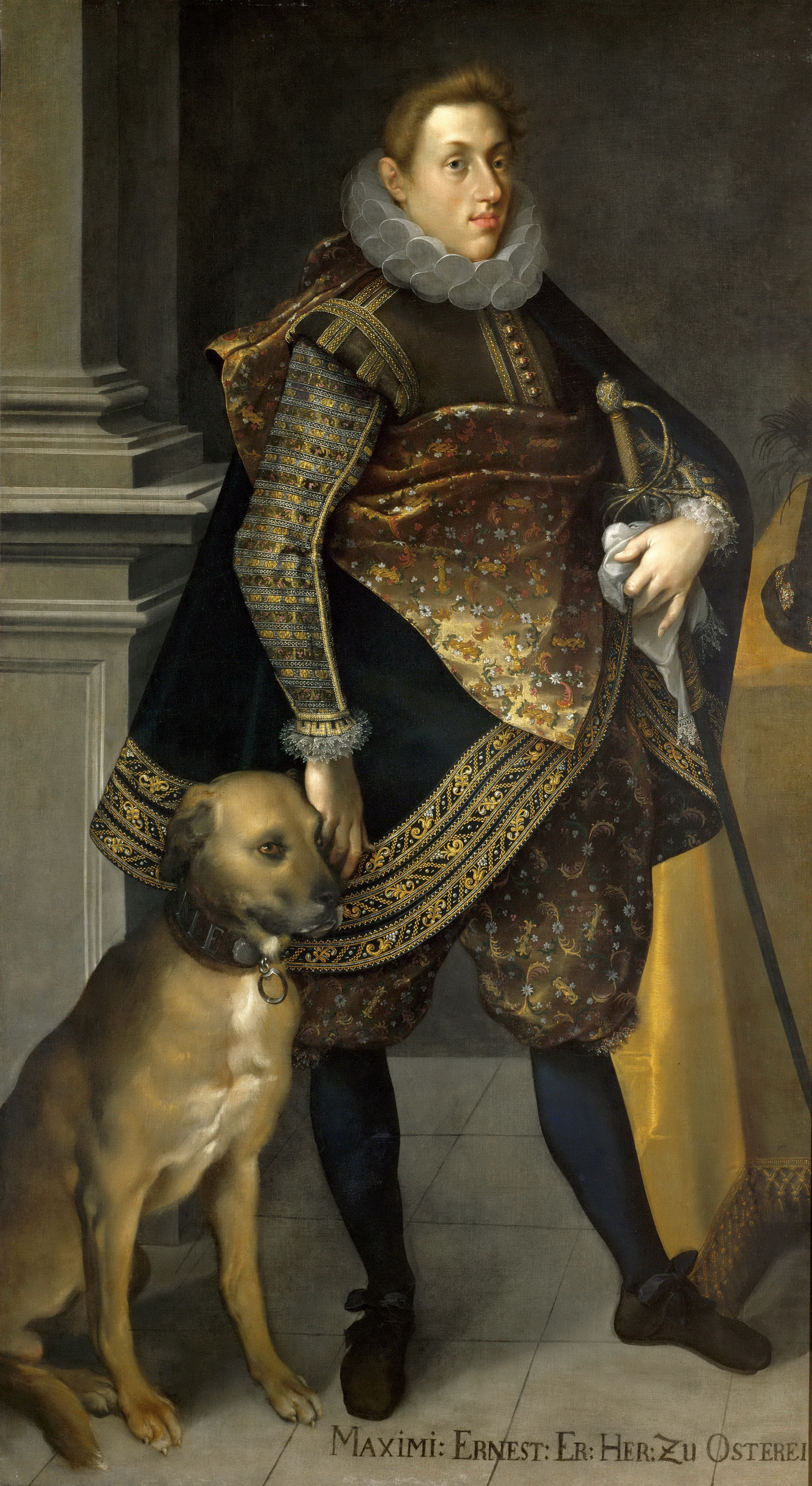
Maximilien-Ernest
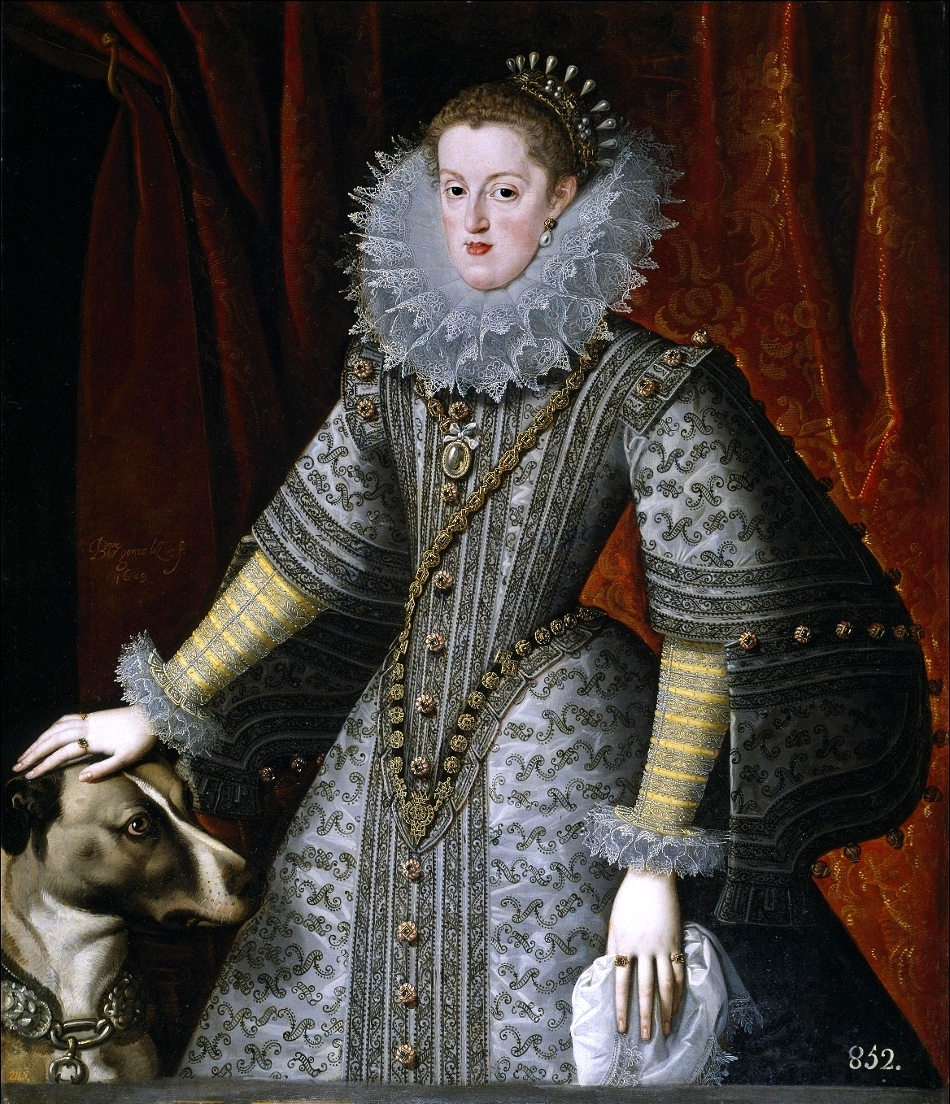
Marguerite d'Autriche-Styrie, reine d'Espagne
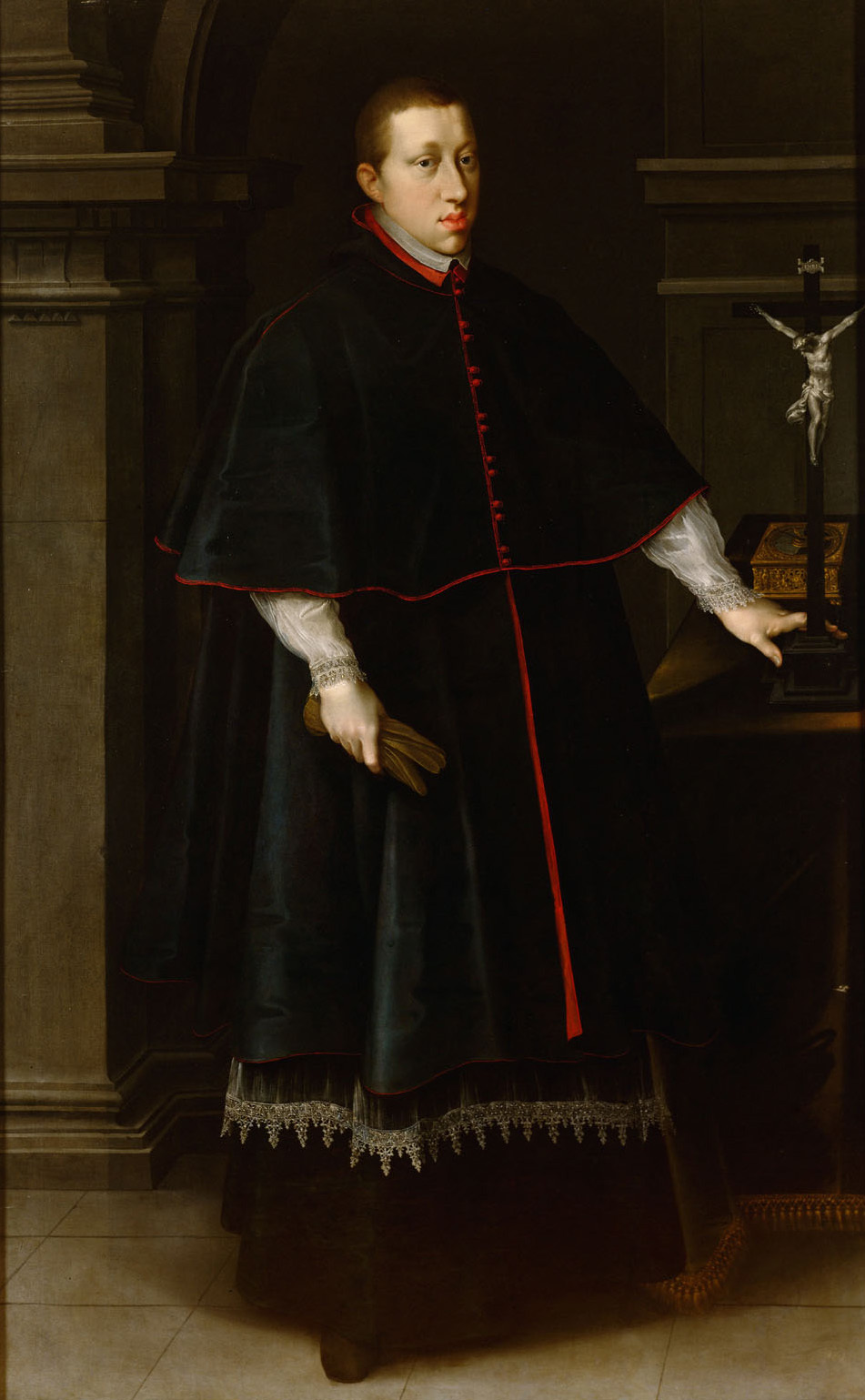
Léopold V d'Autriche-Tyrol
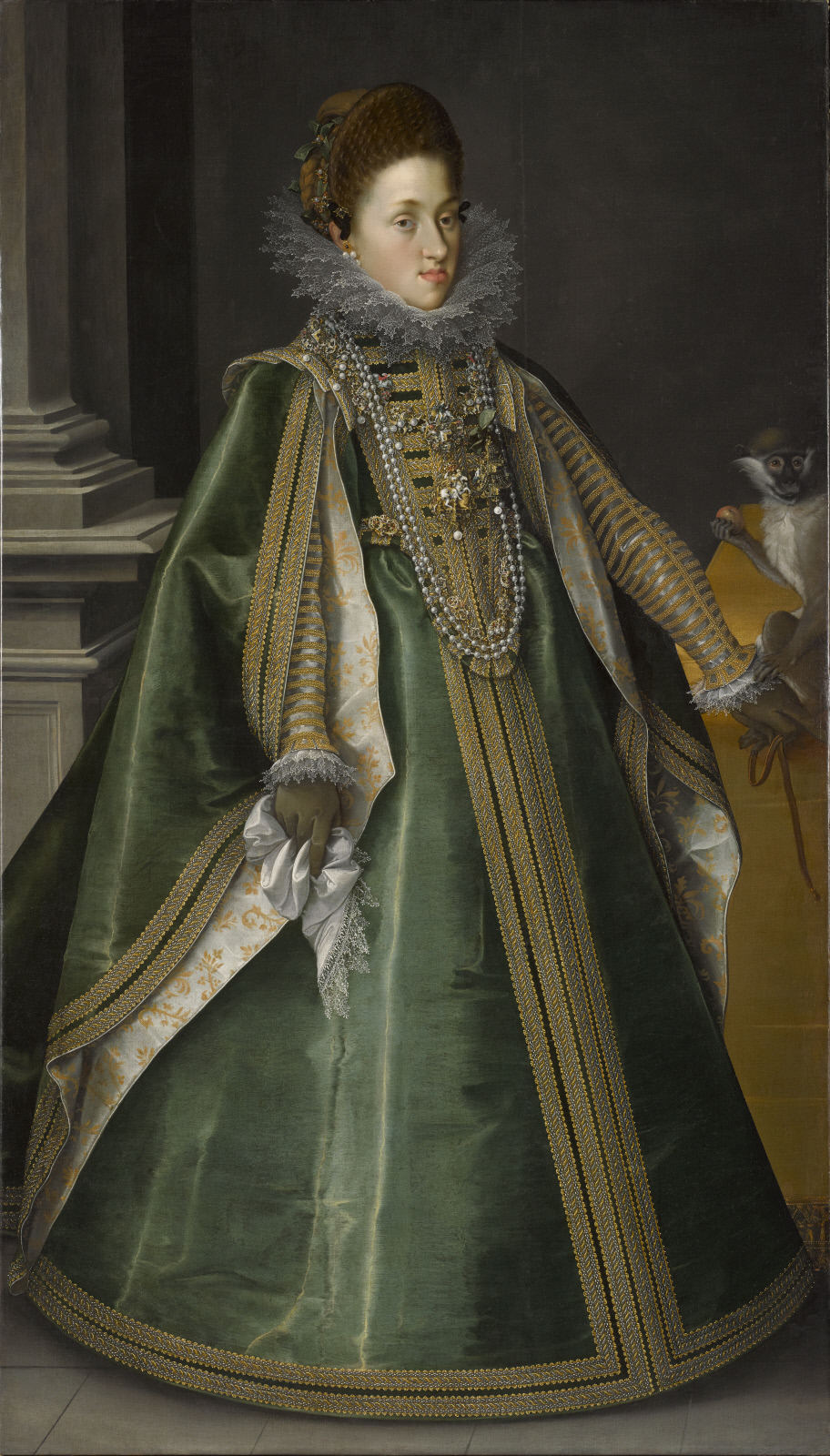
Constance d'Autriche, reine de Pologne
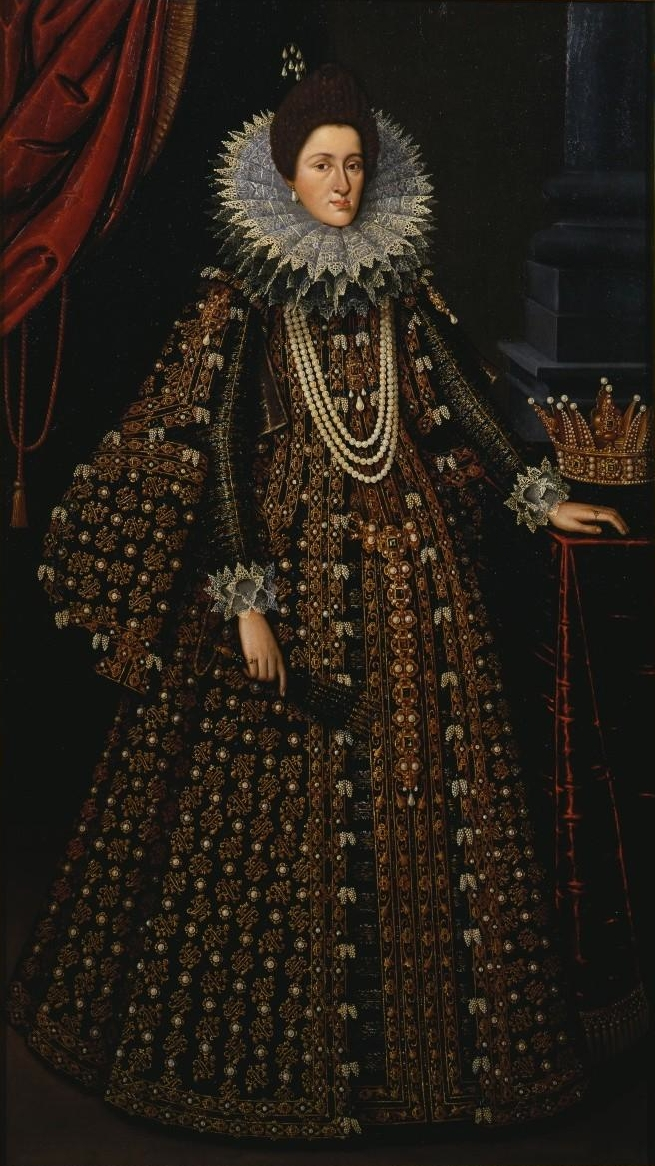
Marie-Madeleine d'Autriche